# Campeonato de Tercera División de Ascenso por ANAFA 1984
El Campeonato de Fútbol de Tercera División de ANAFA 1984, fue la edición número 5 de la (Tercera División de Ascenso) en disputarse, organizada por la Asociación Nacional de Fútbol Aficionado.
Este campeonato constó de 105 equipos a nivel regional debidamente inscritos en la Asociación Nacional de Fútbol Aficionado (ANAFA). Ya que de 1980- 82 se llamaba Segunda División B de la Asociación Costarricense de Fútbol Aficionado COFA (ACOFA).
Como dato muy importante a este campeonato se le llamó de Tercera de Ascenso, ya que en aquel entonces ANAFA tenía también en sus funciones la (2.ª. División B Aficionada) 1984. De esta manera se podía diferenciar uno del otro y su nivel competitivo, siendo ambos de excelente calidad futbolística.
Durante ese año se realizaron los Juegos Olímpicos de Los Ángeles 1984; donde la Selección de Fútbol de Costa Rica realiza una excelente presentación.

## La clasificación por la Tercera División de Ascenso se dividió en 16 Regiones en todo el país
| 3.ª. División de Ascenso por (Región 1) | 3.ª. División de Ascenso por (Región 1) |
| --------------------------------------- | --------------------------------------- |
| 1                                       | A.D. Oro de La Estrella                 |
| 2                                       | A.D. ENVACO de Limón                    |
| 3                                       | JAPDEVA                                 |
| 4                                       | Cieneguita J.R                          |
| 5                                       | Tienda SANVIR                           |

| 3.ª. División de Ascenso por (Región 2) | 3.ª. División de Ascenso por (Región 2)    |
| --------------------------------------- | ------------------------------------------ |
| 1                                       | Juventus Alianza de Río Frío de Guápiles   |
| 2                                       | Deportivo Alianza San Rafael de la Colonia |
| 3                                       | Municipal Guácimo                          |
| 4                                       | Deportivo Cruz Azul de Ticabán             |
| 5                                       | Deportivo Cali de Guápiles                 |
| 6                                       | C.Atlético Guajira                         |
| 7                                       | Deportivo San Luis del Bosque              |
| 8                                       | Santa Rosa F.C                             |
| 9                                       | Deportivo The Smurfs                       |
| 10                                      | Selección de Pocora                        |

| 3.ª. División de Ascenso por (Región 3) | 3.ª. División de Ascenso por (Región 3)  |
| --------------------------------------- | ---------------------------------------- |
| 1                                       | A.D. Aqueares de Santa Rosa de Turrialba |
| 2                                       | Juventud de Río Jiménez                  |
| 3                                       | Deportivo Virginia Aguilar de Siquirres  |

| 3.ª. División de Ascenso por (Región 4) | 3.ª. División de Ascenso por (Región 4) |
| --------------------------------------- | --------------------------------------- |
| 1                                       | A.D. Santa María de Dota                |
| 2                                       | A.D. Municipal Barquero                 |
| 3                                       | A.D. Enrique Carreras de León Cortés    |
| 4                                       | A.D. Tierra Blanca                      |
| 5                                       | Deportivo Costa Rica                    |
| 6                                       | Deportivo San Luis de Juan Viñas        |
| 7                                       | A.D. Once Tigres                        |

| 3.ª. División de Ascenso por (Región 5) | 3.ª. División de Ascenso por (Región 5) |
| --------------------------------------- | --------------------------------------- |
| 1                                       | A.D. Vargas Araya de Montes de Oca      |
| 2                                       | Real Atlético El Progreso de Guadalupe  |
| 3                                       | A.D. Las Américas de Moravia            |
| 4                                       | Deportivo Juan XXIII de Curridabat      |
| 5                                       | A.D. Linda Vista de Tibás               |
| 6                                       | A.D. Juventud Olímpica de Coronado      |

| 3.ª. División de Ascenso por (Región 6) | 3.ª. División de Ascenso por (Región 6) |
| --------------------------------------- | --------------------------------------- |
| 1                                       | A.D. Pilas de Buenos Aires              |
| 2                                       | Selección de Pérez Zeledón              |
| 3                                       | A.D. Terrazú                            |
| 4                                       | Finca 6 de Palmar Norte                 |

| 3.ª. División de Ascenso por (Región 7) | 3.ª. División de Ascenso por (Región 7)              |
| --------------------------------------- | ---------------------------------------------------- |
| 1                                       | A.D. Real Sociedad San Sebastián                     |
| 2                                       | Deportivo Manuel Hernández del Llano de Desamparados |
| 3                                       | Deportivo Vasconia                                   |
| 4                                       | Ranger de Cristo Rey F.C                             |
| 5                                       | Boston de San Francisco de Dos Ríos                  |
| 6                                       | A.D. Cariari de Aserrí                               |
| 7                                       | Barrio Abarca de Acosta F.C                          |
| 8                                       | U.D. San Gerardo de Zapote                           |
| 9                                       | A.D. Alajuelita                                      |
| 10                                      | Club Deportivo Retorno de Paso Ancho                 |

| 3.ª. División de Ascenso por (Región 8) | 3.ª. División de Ascenso por (Región 8) |
| --------------------------------------- | --------------------------------------- |
| 1                                       | A.D. Estudiantes de Escazú              |
| 2                                       | Real A.D. Pavas                         |
| 3                                       | Piedades J.R de Santa Ana               |
| 4                                       | A.D. Ciudad Colón                       |
| 5                                       | Deportivo Alemán de La Uruca            |
| 6                                       | Barrio Corazón de Jesús                 |
| 7                                       | Juventud 15 de Setiembre en Hatillo     |

| 3.ª. División de Ascenso por (Región 9) | 3.ª. División de Ascenso por (Región 9)                                 |
| --------------------------------------- | ----------------------------------------------------------------------- |
| 1                                       | A.D. Barrealeña (Ulloa)                                                 |
| 2                                       | A.D. Municipal Los Rebeldes (Barva de Heredia)                          |
| 3                                       | A.D. Tournón de San Isidro (Lo sustituye la A.D. Quesada de San Isidro) |
| 4                                       | C.D. Alexander Campos (San Rafael de Heredia)                           |
| 5                                       | Selección de Santa Bárbara                                              |
| 6                                       | A.D. Independiente La Rusia (San Joaquín de Flores)                     |
| 7                                       | C.D. Fátima de La Ribera (San Antonio de Belén)                         |
| 8                                       | A.D. Domingueña (Santo Domingo de Heredia)                              |
| 9                                       | C.D. Barrio San José (San Pablo de Heredia)                             |

| 3.ª. División de Ascenso por (Región 10) | 3.ª. División de Ascenso por (Región 10) |
| ---------------------------------------- | ---------------------------------------- |
| 1                                        | A.D. Juventus de Atenas                  |
| 2                                        | Rincón de Zaragoza (Palmares F.C)        |
| 3                                        | A.D. Cooperativa Victoria de Grecia      |
| 4                                        | A.D. Sarchí                              |
| 5                                        | C.A. de San Ramón                        |
| 6                                        | Club Deportivo La Guácima                |
| 7                                        | San Pedro de Poás                        |
| 8                                        | Club Deportivo El Muro de Naranjo        |
| 9                                        | Club Deportivo Ojo de Agua               |

| 3.ª. División de Ascenso por (Región 11) | 3.ª. División de Ascenso por (Región 11)          |
| ---------------------------------------- | ------------------------------------------------- |
| 1                                        | A.D. Alfaro Ruiz de Zarcero                       |
| 2                                        | A.D. Águila Cariblanco de San Miguel de Sarapiquí |
| 3                                        | A.D. Ferry de Colorado                            |
| 4                                        | A.D. Veracruz de Venecia                          |
| 5                                        | Municipal Upala                                   |
| 6                                        | Pital F.C                                         |

| 3.ª. División de Ascenso por (Región 12) | 3.ª. División de Ascenso por (Región 12) |
| ---------------------------------------- | ---------------------------------------- |
| 1                                        | A.D. La Cruz de Peñas Blancas            |
| 2                                        | Selección de Liberia)                    |
| 3                                        | Selección de Cañas                       |
| 4                                        | Selección de Tilarán                     |
| 5                                        | Selección de Bagaces                     |
| 6                                        | Selección de Colorado en Abangares       |

| 3.ª. División de Ascenso por (Región 13) | 3.ª. División de Ascenso por (Región 13) |
| ---------------------------------------- | ---------------------------------------- |
| 1                                        | A.D. Hojancha                            |
| 2                                        | Selección de Nandayure                   |
| 3                                        | Selección de Carrillo                    |
| 4                                        | Selección de Nicoya                      |
| 5                                        | Selección de Santa Cruz                  |

| 3.ª. División de Ascenso por (Región 14) | 3.ª. División de Ascenso por (Región 14) |
| ---------------------------------------- | ---------------------------------------- |
| 1                                        | A.D. Fabrica de Harina de Barranca       |
| 2                                        | C.D. Jesús María de San Mateo            |
| 3                                        | Deportivo Costa Rica J.R                 |
| 4                                        | Bonilla F.C                              |
| 5                                        | Deportivo Las Playitas                   |
| 6                                        | Ángola F.C                               |
| 7                                        | Cocal F.C                                |
| 8                                        | A.D Orotinense                           |
| 9                                        | Montes de Oro de Miramar                 |
| 10                                       | A.D. Hospital Monseñor Sanabria          |

| 3.ª. División de Ascenso por (Región 15) | 3.ª. División de Ascenso por (Región 15) |
| ---------------------------------------- | ---------------------------------------- |
| 1                                        | A.D. Los Angeles de Parrita              |
| 2                                        | A.D. Pérez de Aguirre                    |
| 3                                        | A.D. Turrubares                          |

| 3.ª. División de Ascenso por (Región 16) | 3.ª. División de Ascenso por (Región 16) |
| ---------------------------------------- | ---------------------------------------- |
| 1                                        | Finca 6 de Palmar Sur de Osa             |
| 2                                        | Finca 58                                 |
| 3                                        | Selección Golfiteña                      |
| 4                                        | Selección de Puerto Jiménez              |
| 5                                        | Selección de Corredores                  |
| 6                                        | Garabito F.C                             |

## Formato del Torneo
Se jugaron dos vueltas, en donde los equipos debían enfrentarse todos contra todos. Posteriormente se juega una octagonal y cuadrangular final (3.ª. División de Ascenso) para ascender a los nuevos inquilinos para la Liga Superior (Segunda División B por ANAFA 1985).
Los 16 monarcas regionales clasificados a la ronda final nacional de Tercera División de Ascenso (ANAFA) fueron: A.D. Oro de La Estrella, Juventus Alianza de Río Frío de Guápiles, A.D. Aqueares de Santa Rosa de Turrialba, A.D. Santa María de Dota, A.D. Vargas Araya de Montes de Oca, A.D. Pilas de Buenos Aires, A.D. Real Sociedad San Sebastián, A.D. Estudiantes de Escazú, A.D. Barrealeña, A.D.  Juventus de Atenas, A.D. Alfaro Ruiz de Zarcero, A.D. Peñas Blancas de La Cruz, A.D. Hojancha, Deportivo Fabrica de Harina en Barranca, A.D. Los Ángeles de Parrita y Finca 6 de Palmar Sur de Osa.

## Campeón Monarca de Tercera División de Costa Rica (3.ª. División de Ascenso por ANAFA 1984)
| Tercera División por ANAFA 1984 | Tercera División por ANAFA 1984 |
| --- | ------------------------------- |
| Campeones Nacionales y Regionales de Tercera División de ANAFA 1984. Asociación Deportiva Vargas Araya (Montes de Oca), A.D. Alfaro Ruíz de Zarcero, Juventus de Río Frío de Guápiles y A.D. Estudiantes de Escazú |                                 |

## Ligas Superiores
- Primera División de Costa Rica 1984

- Campeonato de Segunda División de Costa Rica 1984-1985

- Campeonato de Segunda División B de ANAFA en Costa Rica 1983

## Ligas Inferiores
- Campeonato de Cuarta División por ANAFA 1984

- Terceras Divisiones Distritales, Independientes y de Canchas Abiertas

## Torneos
| Predecesor: Campeonato 1983 | Tercera División de Ascenso por ANAFA Campeonato 1984 | Sucesor: Campeonato 1985 |